# Сиваська ВЕС
Сиваська вітрова електростанція — вітрова електростанція в Україні, розташована на території сіл Першокостянтинівка, Григорівка, Павлівка та Строганівка Чаплинського району Херсонської області і перебуває у процесі значного розширення та розбудови. Поточна потужність становить 2,92 МВт. Запланована проєктна потужність — 246 МВт.

## Історія
Сиваську ВЕС почали будувати в рамках державної програми розвитку поновлюваних джерел енергії, після закінчення якої в 2006 році об'єкт залишився незавершеним. У 2009 році було оголошено конкурс на добудову ВЕС — виграла компанія «Сивашенергопром», яка знайшла інвесторів для завершення будівництва, і є керуючою компанією об'єкта і сьогодні. Сиваська ВЕС генерує електроенергію й отримує виплати за зеленим тарифом з вересня 2012 року.
Стара вітроелектрстанція складається з малоефективних турбін малої потужності — 16 установок на 100 кВт і дві — на 600 кВт. Коефіцієнт використання потужності «соток», які були розроблені у 1980-х роках, становить 10-12 %, а більш сучасних Т600 — 26-28 %, однак вони будуть продовжувати працювати.
У 2006 році Херсонська облдержадміністрація (ОДА) передала недобудовану Сиваську ВЕС в концесію ТОВ «Сивашенергопром» до 2055 року. У 2011 році «Сивашенергопром» уклав договір оренди земельних ділянок площею 12 га, розташованих під концесійною ВЕС, і 1300 га, призначених для будівництва нових вітряних і сонячних генеруючих потужностей.
Станом на кінець 2015 року на майданчику Сиваської ВЕС встановлені, підключені і введені в експлуатації 16 вітряних електроустановок (ВЕУ) потужністю 107,5 кВт кожна (виробництва заводу «Південмаш» за ліцензією американської компанії Kenetec Windpower). Також змонтовані і введені в експлуатацію дві ВЕУ моделі Т600-48 потужністю 600 кВт кожна (виробництва заводу «Південмаш» за ліцензією бельгійської компанії TurboWinds).

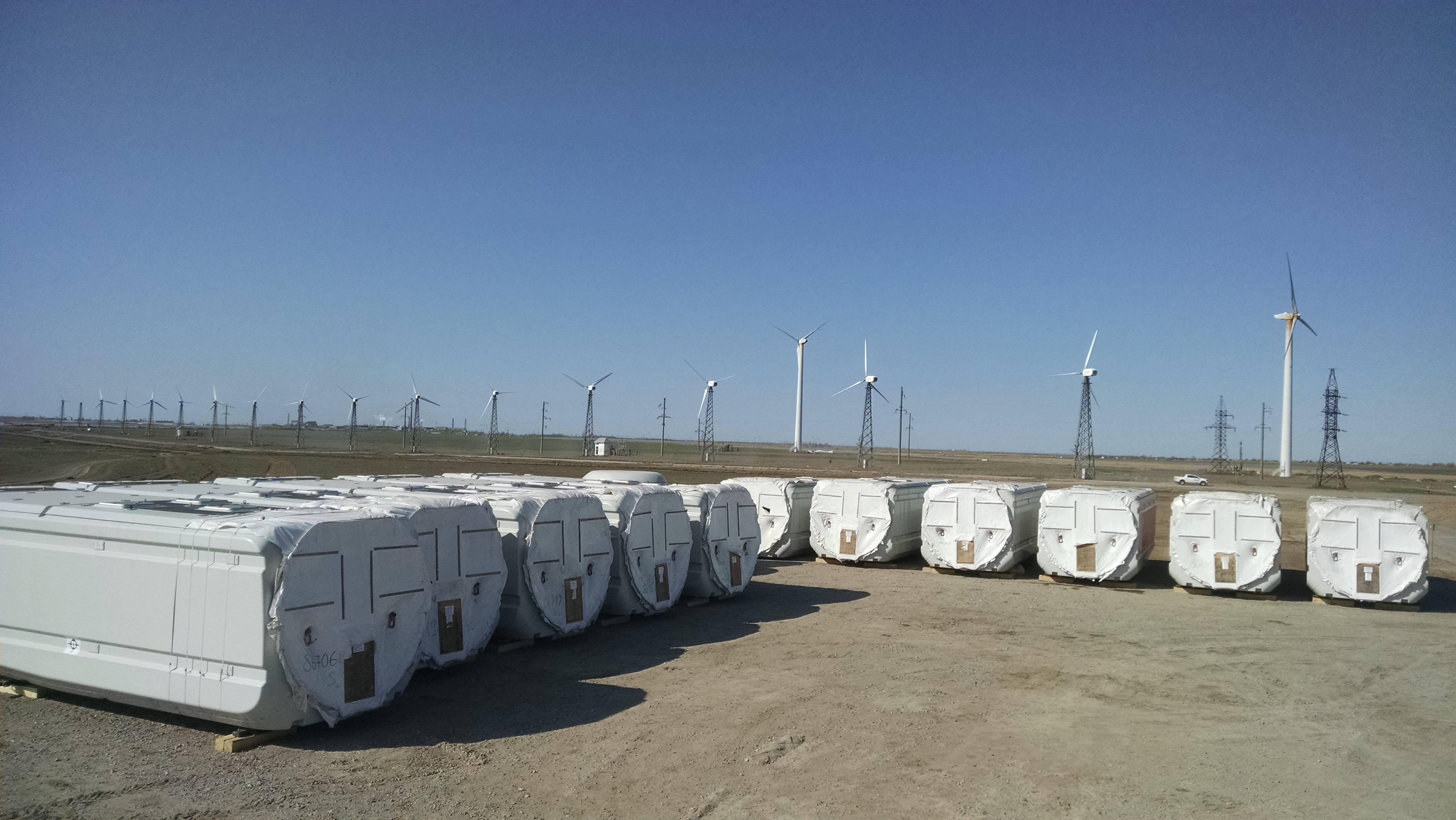
Гондоли Nordex на стадії будівництва на фоні існуючих турбін USW56-100. 2020 рік.

Таким чином, загальна потужність Сиваської ВЕС на даний момент складає 2,92 МВт.
У квітні 2018 року NBT AS (Норвегія) придбала ТОВ «Сивашенергопром» з планами добудовувати вітряну електростанцію. На початку вересня 2018 року був підписаний договір про реалізацію міжнародного інвестиційного проєкту з будівництва ВЕС в Херсонській області за провідної ролі норвезької компанії NBT. Згідно з ним, уздовж північного узбережжя озера Сиваш буде побудовано 64 вітряних електроустановок.
У точці будівництва Сиваської ВЕС є можливість видачі в об'єднану енергосистему України до 600 МВт потужності, тому що безпосередньо по смузі землевідведення проходять лінії електропередачі 220 кВ, 330 кВ. Поруч також розташована підстанція заводу «Кримський титан».
Договір про будівництво підписано на престижному світовому економічному форумі у Давосі в січні 2019 року. Вітрова електростанція буде побудована на Присивашші Херсонської області та стане найбільшою вітроелектростанцією в Європі. Інвестиції у будівництво ВЕС здійснює відома французька компанія «Total Eren».